# Cúria eclesiàstica
La cúria eclesiàstica és el conjunt dels organismes administratius, judicials i de govern per als afers eclesiàstics. La cúria eclesiàstica que regeix el conjunt de l'església és la Cúria Pontifícia, que està integrada per un grup d'institucions pontifícies, sota la direcció directa del Papa, que realitzen les funcions legislatives, executives i judicials. La potestat de la cúria romana es considera vicària del papa.
És normal també que cada diòcesi catòlica tingui la seva pròpia cúria per a la seva administració. Aquestes cúries són les cúries diocesanes o cúries episcopals.
Els tribunals eclesiàstics són organismes jurídics on es jutja amb dret propi i exclusiu les causes que fan referència a coses espirituals, o que s'hi relacionen, així com la violació de les lleis eclesiàstiques i altres aspectes d'acord amb el dret canònic. A cada diòcesi i per a totes les causes, excepte les indicades de manera expressa pel dret canònic, el jutge de primera instància és el bisbe, que pot exercir aquesta potestat per ell mateix o mitjançant altres. El tribunal eclesiàstic és la instància que ajuda el bisbe en aquesta funció.